# Pagafantas
Pour plus de détails, voir Fiche technique et Distribution.
Pagafantas est un film espagnol réalisé par Borja Cobeaga, sorti en 2009.

## Synopsis
Chema a quitté sa petite amie dans l'espoir d'en trouver une qu'il estimera meilleure. Il rencontre Claudia et pense lui plaire, mais Sebastián, son petit ami, revient d'Argentine.

## Fiche technique
- Titre : Pagafantas
- Réalisation : Borja Cobeaga
- Scénario : Borja Cobeaga et Diego San José
- Musique : Aránzazu Calleja
- Photographie : Alfonso Postigo
- Montage : Raúl de Torres
- Production : Tomás Cimadevilla, Mercedes Gamero, Ricardo García Arrojo, Silvia García-Calvo, Rosa Pérez et Pepe Torrescusa
- Société de production : Antena 3 Films, Canal+ España, Euskal Irrati Telebista, Sayaka Producciones Audiovisuales, Telespan 2000 et Vértice 360
- Pays :  Espagne
- Genre : Comédie romantique
- Durée : 80 minutes
- Dates de sortie : 
  - Espagne : 3 juillet 2009

## Distribution
- Gorka Otxoa : Chema
- Sabrina Garciarena : Claudia
- Julián López : Rubén
- Óscar Ladoire : « Tío » Jaime
- Kiti Mánver : Gloria
- María Asquerino : Mme. Begoña
- Bárbara Santa-Cruz : Elisa
- Michel Brown : Sebastián
- Pilar Gil : Ana
- Mauro Muñiz : Iñaki
- Maribel Salas : Sara

## Distinctions
Le film a été nommé pour deux prix Goya.